# Поляризация диэлектриков

Схематическое изображение ориентации диполей в диэлектрической среде под воздействием электрического поля

Поляриза́ция диэле́ктриков — явление, связанное с ограниченным смещением связанных зарядов в диэлектрике или поворотом электрических диполей, обычно под воздействием внешнего электрического поля.
Поляризацию диэлектриков характеризует поляризованность. Этот вектор нередко также называют «вектором электрической поляризации». Физический смысл поляризованности — это дипольный момент, отнесённый к единице объёма диэлектрика. В английском языке и поляризацию (англ. polarization), и поляризованность (англ. polarization density, polarization vector) нередко кратко обозначают термином polarization (и получается, что один термин обозначает и явление, и его количественный показатель).
Различают поляризацию, наведённую в диэлектрике под действием внешнего поля, и спонтанную (самопроизвольную) поляризацию, которая возникает в сегнетоэлектриках при отсутствии внешнего поля. В некоторых случаях поляризация диэлектрика (сегнетоэлектрика) происходит под действием механических напряжений, сил трения или вследствие изменения температуры.
Поляризация не изменяет суммарного заряда в любом макроскопическом объёме внутри однородного диэлектрика. Однако она сопровождается появлением на его поверхности связанных электрических зарядов с некоторой поверхностной плотностью σ. Эти связанные заряды создают в диэлектрике дополнительное макроскопическое поле c напряжённостью {\displaystyle \mathbf {E} _{1}}, направленное против внешнего поля с напряжённостью {\displaystyle \mathbf {E} _{0}}. В результате напряжённость поля {\displaystyle \mathbf {E} } внутри диэлектрика будет выражаться равенством {\displaystyle \mathbf {E} =\mathbf {E} _{0}-\mathbf {E} _{1}},
Аналогом электрической поляризации в сфере магнетизма является эффект намагничивания, характеризуемый вектором намагниченности.

## Типы поляризации
В зависимости от механизма поляризации, поляризацию диэлектриков можно подразделить на следующие типы:
- Электронная — смещение электронных оболочек атомов под действием внешнего электрического поля. Самая быстрая поляризация (до 10−15 с). Не связана с потерями энергии.
- Ионная — смещение узлов кристаллической решетки под действием внешнего электрического поля, причем смещение на величину, меньшую, чем величина постоянной решетки. Время протекания 10−13 с, без потерь.
- Дипольная (Ориентационная) — протекает с потерями на преодоление сил связи и внутреннего трения. Связана с ориентацией диполей во внешнем электрическом поле.
- Электронно-релаксационная — ориентация дефектных электронов во внешнем электрическом поле.
- Ионно-релаксационная — смещение ионов, слабо закрепленных в узлах кристаллической структуры, либо находящихся в междуузлие.
- Структурная — ориентация примесей и неоднородных макроскопических включений в диэлектрике. Самый медленный тип.
- Самопроизвольная (спонтанная) — возникает в отсутствие внешнего электрического поля. Наблюдается в материалах, состоящих из отдельных доменов (областей). В каждом из доменов имеет своё, отличное от других доменов, направление, в результате чего суммарный дипольный момент материала равен нулю. При наложении внешнего электрического поля дипольные моменты доменов ориентируются вдоль поля. Возникающая при этом поляризация проявляет существенно нелинейные свойства даже при малых значениях внешнего поля; наблюдается явление гистерезиса. Такие диэлектрики (сегнетоэлектрики) отличаются очень высокими значениями диэлектрической проницаемости (от 900 до 7500 у некоторых видов конденсаторной керамики).
- Резонансная — ориентация частиц, собственные частоты колебания которых совпадают с частотами внешнего электрического поля.
- Миграционная поляризация обусловлена наличием в материале слоев с различной проводимостью, образованию объёмных зарядов, особенно при высоких градиентах напряжения; имеет большие потери и является поляризацией замедленного действия.

Поляризация диэлектриков (за исключением резонансной) максимальна в статических электрических полях. В переменных полях, в связи с наличием инерции электронов, ионов и электрических диполей, вектор электрической поляризации зависит от частоты.

## Механизмы поляризации
- Индуцированная электрическим полем
  - Упругая (деформационная)
  - Тепловая (прыжковая)
  - Объемно-зарядная (миграционная)

Сравнительные параметры различных типов поляризации
| Поляризация                     | Смещение частиц, нм, в поле {\displaystyle 10^{6}} В/м | Время релаксации, с               | Концентрация частиц, {\displaystyle m^{-3}} |
| Упругая (смещения)              | {\displaystyle 10^{-6}}                                | {\displaystyle 10^{-12}-10^{-16}} | {\displaystyle 10^{28}}                     |
| Тепловая (прыжковая)            | {\displaystyle 0,5}                                    | {\displaystyle 10^{-6}-10^{-10}}  | {\displaystyle 10^{25}}                     |
| Объемно-зарядная (миграционная) | {\displaystyle 10^{6}}                                 | {\displaystyle 10^{4}-10^{-4}}    | {\displaystyle 10^{23}}                     |

- Вызванная неэлектрическим воздействием
  - Пьезополяризация
  - Пирополяризация
  - Фотополяризация
- Существующая без внешних воздействий
  - Спонтанная
  - Остаточная

## Зависимость поляризованности от внешнего поля

### В постоянном поле

#### В слабых полях
В постоянном или достаточно медленно меняющемся от времени внешнем электрическом поле при достаточно малой величине напряженности этого поля, вектор поляризации (поляризованность) P, как правило (исключение составляют сегнетоэлектрики), линейно зависит от вектора напряженности поля E:
{\displaystyle \mathbf {P} =\chi \mathbf {E} } (в системе СГС),
{\displaystyle \mathbf {P} =\varepsilon _{0}\chi \mathbf {E} } (в Международной системе единиц (СИ); дальше формулы в этом параграфе приводятся только в СГС, формулы СИ и дальше отличаются лишь электрической постоянной {\displaystyle \varepsilon _{0}})
где {\displaystyle \chi } — коэффициент, зависящий от химического состава, концентрации, структуры (в том числе от агрегатного состояния) среды, температуры, механических напряжений и т. д. (от одних факторов более сильно, от других слабее, конечно же и в зависимости от диапазона изменений каждого), и называемый (электрической) поляризуемостью (а чаще, по крайней мере для того случая, когда он выражается скаляром — диэлектрической восприимчивостью) данной среды. Для однородной среды фиксированного состава и структуры в фиксированных условиях её можно считать константой. Однако в связи со всем сказанным выше вообще говоря {\displaystyle \chi } зависит от точки пространства, времени (явно или через другие параметры) и т. д.
Для изотропных жидкостей, изотропных твердых тел или кристаллов достаточно высокой симметрии {\displaystyle \chi } — просто число (скаляр). В более общем случае (для кристаллов низкой симметрии, под действием механических напряжений и т. д.) {\displaystyle \chi } — тензор (симметричный тензор второго ранга, вообще говоря невырожденный), называемый тензором поляризуемости. В этом случае можно переписать формулу так (в компонентах):
{\displaystyle P_{i}=\sum _{j}\ \chi _{ij}E_{j},}
где величины со значками соответствуют компонентам векторов и тензора, соответствующим трем пространственным координатам.
Можно заметить, что поляризуемость — одна из наиболее удобных физических величин для простой иллюстрации физического смысла тензоров и применения их в физике.
Как и для всякого симметричного невырожденного тензора второго ранга, для тензора поляризуемости можно выбрать (если среда неоднородная — то есть тензор зависит от точки пространства — то по крайней мере локально, если же среда однородная, то и глобально) т. н. собственный базис — прямоугольные декартовы координаты, в которых матрица {\displaystyle \chi _{ij}} становится диагональной, то есть приобретает вид, при котором из девяти компонент {\displaystyle \chi _{ij}} отличными от нуля являются лишь три: {\displaystyle \chi _{11}}, {\displaystyle \chi _{22}} и {\displaystyle \chi _{33}}. В этом случае, обозначив для простоты {\displaystyle \chi _{ii}} как {\displaystyle \chi _{i}}, вместо предыдущей формулы получаем более простую
{\displaystyle P_{i}=\chi _{i}E_{i}.}
Величины {\displaystyle \chi _{i}} называют главными поляризуемостями (или главными диэлектрическими восприимчивостями). Если среда в отношении поляризуемости изотропна, то все три главные поляризуемости равны друг другу, а действие тензора сводится к простому умножению на число.

#### В сильных полях
В достаточно сильных полях всё описанное выше осложняется тем, что по мере роста напряженности электрического поля рано или поздно теряется линейность зависимости P от E.
Характер появляющейся нелинейности и характерная величина поля, с которой нелинейность становится заметной, зависит от индивидуальных свойств среды, условий и т.п.
Можно выделить их связь с типами поляризации, описанными выше.
Так для электронной и ионной поляризации при полях, приближающихся к величинам порядка отношения потенциала ионизации к характерному размеру молекулы U0/D, характерно сначала ускорение роста вектора поляризации с ростом поля (увеличение наклона графика P(E)), затем плавно переходящее в пробой диэлектрика.
Дипольная (Ориентационная) поляризация при обычно несколько более низких значениях напряженности внешнего поля — порядка kT/p (где p — дипольный момент молекулы, T — температура, k — константа Больцмана) — то есть когда энергия взаимодействия диполя (молекулы) с полем становится сравнимой со средней энергией теплового движения (вращения) диполя — наоборот начинает достигать насыщения (при дальнейшем росте напряженности поля должен рано или поздно включиться сценарий электронной или ионной поляризации, описанный выше, и кончающийся пробоем).

### В зависящем от времени поле
Зависимость поляризованности от быстро меняющегося во времени внешнего поля достаточно сложна. Она зависит от конкретного вида изменения внешнего поля со временем, быстроты этого изменения (или, скажем, частоты колебаний) внешнего поля, превалирующего механизма поляризации в данном веществе или среде (который тоже оказывается разным для разных зависимостей внешнего поля от времени, частот и т. д.).
При достаточно медленном изменении внешнего поля поляризация в целом происходит как в постоянном поле или очень близко к этому (впрочем то, насколько медленным должно быть для этого изменение поля, зависит, и зачастую крайне сильно, от превалирующего типа поляризации и других условий, например температуры).
Одним из наиболее распространенных подходов к изучению зависимости поляризации от характера меняющегося во времени поля является исследование (теоретическое и экспериментальное) случая синусоидальной зависимости от времени внешнего поля и зависимости вектора поляризации (также меняющегося в этом случае по синусоидальному закону с той же частотой), его амплитуды и сдвига фазы от частоты.
Каждому механизму поляризации в целом соответствует тот или иной диапазон частот и общий характер зависимости от частоты.
Диапазон частот, в котором имеет смысл говорить о поляризации диэлектриков как таковой, простирается от нуля где-то до ультрафиолетовой области, в которой становится интенсивной ионизация под действием поля.